# Geschichte der Juden in Falkenstein/Vogtl.
Falkenstein  ist eine kleine Bergwerksstadt im Vogtland und wurde im 13. Jahrhundert gegründet. Bis zum Jahre 1854 galt die sächsische Bergordnung von 1589, wonach sich in Orten mit Erzabbau keine Juden aufhalten durften. Erst die Aufhebung des Falkensteiner Bergamtes im Jahre 1854, das Freizügigkeitsgesetz von 1867 und die Erlaubnis zur Gründung einer jüdischen Religionsgemeinschaft erlaubten ab 1870 den Zuzug von Juden.

## Geschichte der Juden

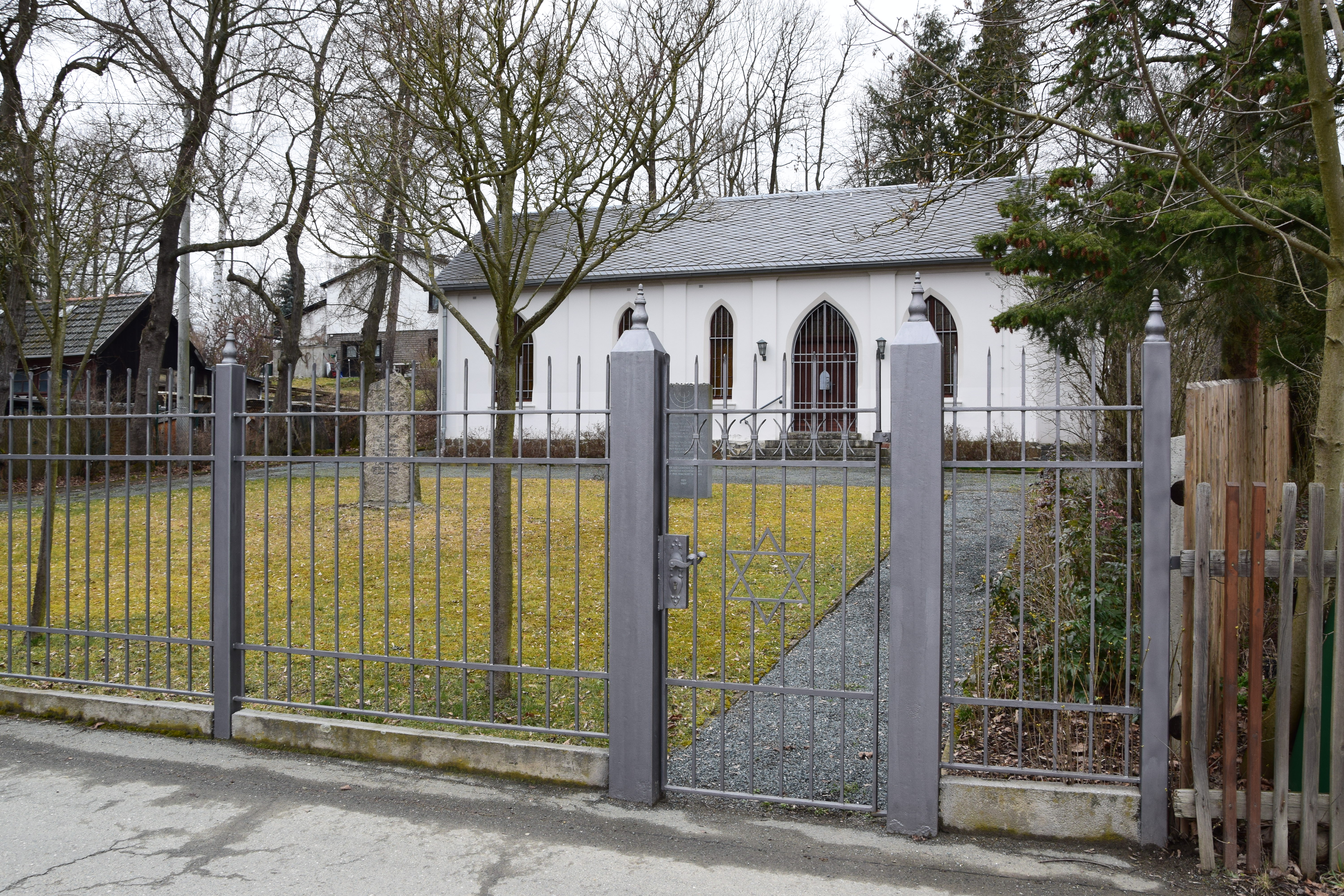
Trauerhalle am jüdischen Friedhof in Plauen-Kauschwitz

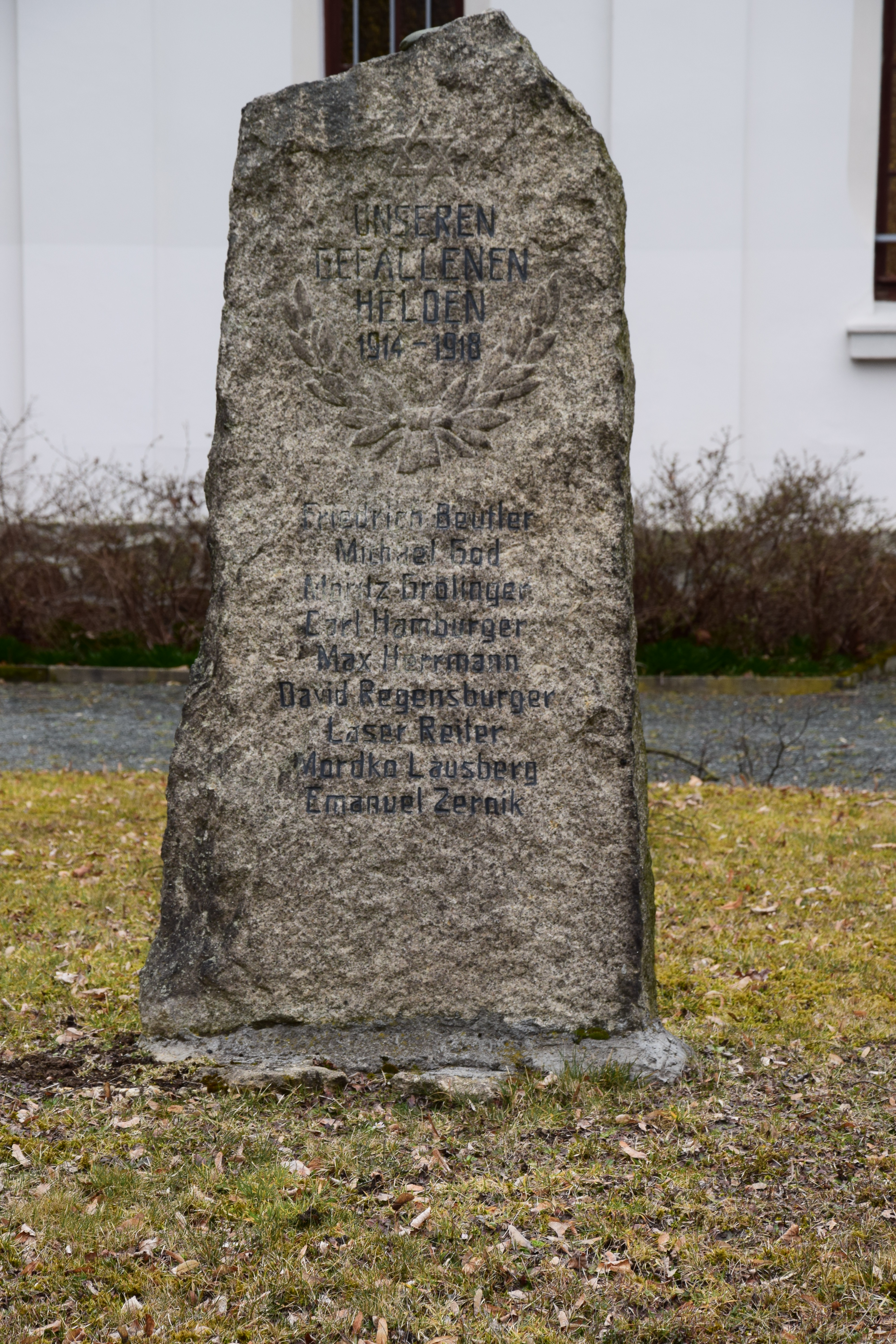
Jüdisches Kriegerdenkmal in Plauen-Kauschwitz (Erster Weltkrieg)

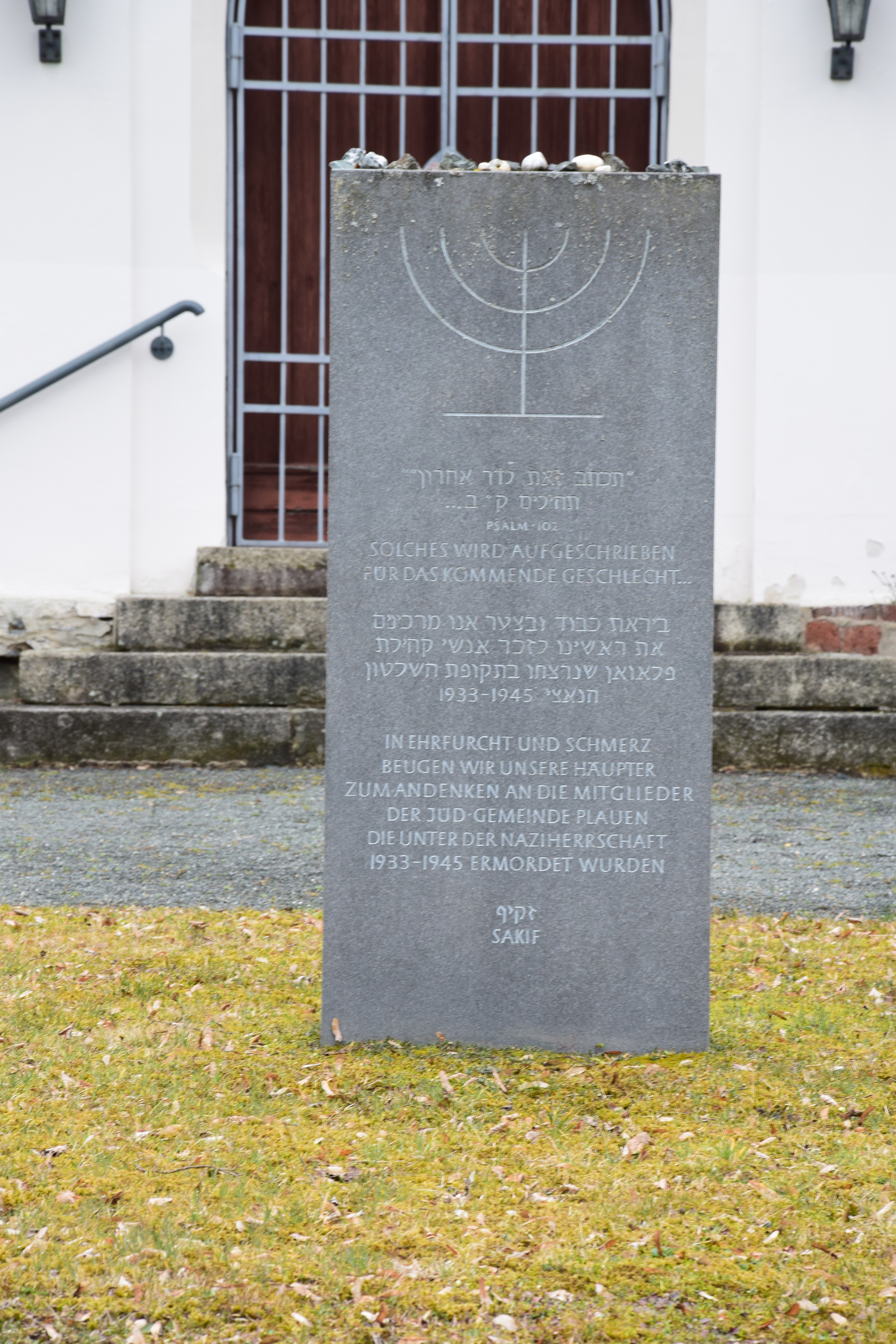
Denkmal für die verfolgten und ermordeten Juden des Vogtlandes in Plauen-Kauschwitz (1933–1945)

Max Bornstein siedelte sich als erster Jude im Jahre 1886 in Falkenstein an und holte seine Familie bald nach. Im Jahre 1895 lebten 15 Juden in Falkenstein. 15 Jahre später hatte sich ihre Zahl mehr als verdoppelt und so wurde schließlich 1911 der erste Betsaal in der Stadt eingerichtet.
Die junge jüdische Religionsgemeinschaft in Falkenstein gehörte zur Israelitischen Religionsgemeinde Plauen. Somit befindet sich das Gräberfeld für die Falkensteiner jüdischen Glaubens ebenfalls in Plauen. Am Ersten Weltkrieg nahmen auch Falkensteiner Juden teil. So erhielten z. B. Willy Bornstein und Ludwig Gampel das Eiserne Kreuz.
Im Jahre 1919 zogen 59 weitere Juden nach Falkenstein. Der Staatszugehörigkeit nach handelte es sich hierbei um Deutsche, Polen, Russen, Rumänen, Holländer und staatenlose Juden. Infolge des Zuzuges gab es Streitigkeiten zwischen den „eingesessenen“ und den neu zugezogenen Juden, sodass es in Falkenstein zeitweise zwei Betsäle gab. Bei der darauf folgenden Volkszählung im Jahre 1933 wurden 78 Personen jüdischen Glaubens gezählt. Unter ihnen gab es mehrere Geschäftsinhaber in den Branchen Bekleidung, Warenhäuser und Radiotechnik. Des Weiteren gab es einen jüdischen Arzt, einen Rechtsanwalt und einen Religionslehrer. Der Hauptteil bestand jedoch aus Arbeitern, Händlern und Hausierern.
Nach der Machtergreifung der Nationalsozialisten in Deutschland waren die jüdischen Mitbürger Falkensteins den gleichen Repressalien ausgesetzt wie überall im Deutschen Reich. So kam es bereits 1933 zu einer Boykottaktion jüdischer Geschäfte durch die örtliche SA. Außerdem wurde 1936 die Bevölkerung der Stadt vom damaligen Bürgermeister Hans Lenk offiziell zum Boykott jüdischer Geschäfte aufgerufen. 1938 mussten 18 Juden (fünf Familien) Falkenstein im Rahmen der Polenausweisung verlassen und wurden anschließend nach Polen abgeschoben. Während man Anfang 1937 noch 51 Juden in Falkenstein zählte, waren es 1940 nur noch acht. Am 5. März 1942 wurden alle noch in Falkenstein befindlichen Juden vorübergehend nach Plauen (Vogtl.) in ein Ghettohaus überführt und im Anschluss deportiert. Das weitere Schicksal der verfolgten und in der Shoa ermordeten Falkensteiner Juden war mit Stand vom Anfang des 21. Jahrhunderts zum größten Teil unerforscht.

## Entwicklung der jüdischen Einwohnerzahl(1890–1953)
| - 1890: 7 - 1895: 15 - 1900: 17 - 1905: 30 - 1910: 36 - 1933: 78 (ca. 20 Familien) - 1937: 45 (ca. 13 Familien) - 1940: 8 - 1942: 0 |

 Datenquelle: Ralph Ide: Zur Geschichte der Juden in Falkenstein, Falkenstein 2004
Nach Kriegsende kehrten zehn Juden zurück, diese blieben aber nur bis 1953 in Falkenstein wohnhaft.

## Projekte zum jüdischen Leben in Falkenstein
Im September 2003 organisierte die Stadt Falkenstein, unter der besonderen Mitwirkung von Ralph Ide, Ralf Bachmann und Martina Wohlgemuth, eine Ausstellung mit dem Titel „Juden in Falkenstein“ in der Trützschler Mittelschule Falkenstein.
2006 veröffentlichte Ralf Bachmann, ein Enkel von Max Bornstein, das Buch Die Bornsteins in Falkenstein.